# On the Track
On the Track est un label musical créé par le chanteur et producteur Matt spécialisé dans le hip-hop et le R'n'B. Le label est composé de chanteurs et de beatmakers.

## Productions
Les artistes du label ont notamment produit les morceaux ou albums suivants :
- Amel Bent - Mes racines, produit par Deck
- Amel Bent - Je me sens vivre, produit par Deck
- BOSS - Ou pa Tan, produit par Da Konsepta
- Busta Flex feat. Matt - Code 3.0.0.9.7.7, produit par Matt
- Lady Laistee - Cette nuit, produit par Matt
- Lady Laistee feat. Matt- Pour le meilleur et pour le pire, produit par Matt
- Matt - Matt (album)
- Matt - R&B 2 Rue (album)
- Matt - Chant de bataille (album) morceau "chant de bataille" produit par deck (mavova)
- Matt - Phoenix 2006 (album), produit par Matt
- Pearl - J'ai des choses à te dire (remix), produit par Deck
- Sat feat. Matt - Street Life, produit par Matt
- VR - Handz Up, produit par DJ Shean

## Artistes
- Matt Houston (chanteur/beatmaker)
- VR (chanteur)
- Joe Houston (chanteur)
- Skalde Blase (rappeur)
- Deck alias Mavova (beatmaker)
- 2Hot (beatmaker)